# ハインリヒ・リューダース

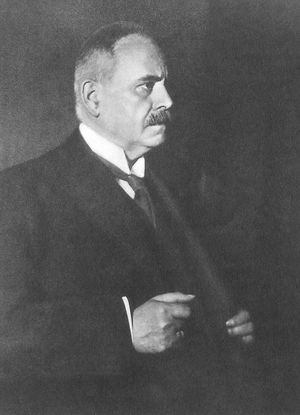
ハインリヒ・リューダース

ハインリヒ・リューダース（Heinrich Lüders、1869年6月25日 - 1943年5月7日）は、ドイツの東洋学者。プラークリット、トゥルファン文献の研究などで知られる。

## 略歴
リューダースはリューベックに生まれた。ミュンヘン大学でゲルマン語学を、ゲッティンゲン大学ではフランツ・キールホルンのもとでインド学を学び、『ヴィヤーサ・シクシャー』の研究で1894年に博士の学位を取得した。
1895年から1899年までオックスフォード大学インド研究所に勤務した。
1898年にゲッティンゲン大学の私講師の職につき、1903年からロストック大学の員外教授（1905年に正教授に昇任）をつとめた。1908年に短期間キール大学で教えた後、1909年にベルリン大学の教授に就任した。同年プロイセン科学アカデミーの会員に選ばれ、1919年には終身書記の地位を与えられた。1924年にプール・ル・メリット科学芸術勲章を受章した。1931年から1年間ベルリン大学の学長をつとめた。1935年に退官した後は研究に専念した。
1900年にエルゼ・パイパースと結婚した。エルゼもインド学者で、仏教説話に関する著書がある。

## 主な業績
はじめリューダースは『マハーバーラタ』のテキストの研究を行い、モーリッツ・ヴィンターニッツやヘルマン・ヤコービとともに1904年に『マハーバーラタ』校訂本作成事業の計画を立てた。リューダースは1908年に試験版の校訂を発表したが、第一次世界大戦の勃発によって立ち消えになった。マハーバーラタ校訂本の事業は1925年にスクタンカル(英語版)の主編で行われ、プネーで1927年から1966年までかけて全19巻が出版された。
ベルリン時代にはグリュンヴェーデルやル・コックによってもたらされたトゥルファン出土の文献を研究した。特に有名なのはル・コックがクチャ近郊で発見した仏教戯曲断片の研究で、それらはインドで最も古い戯曲であり、馬鳴の『シャーリプトラ・プラカラナ』が含まれていた。後世の戯曲と同様にサンスクリットとプラークリットが登場人物によって使い分けられているが、リューダースはアルダマーガディー語に似た言語を使う登場人物があることに注目し、これを「古アルダマーガディー」(Alt-Ardhamagadhi)と呼んだ。
- “Das Sāriputraprakaraṇa, ein Drama des Aśvaghoṣa”. Sitzungsberichte der Königlich Preussischen Akademie der Wissenschaften zu Berlin:  388-411. (1911).（馬鳴の戯曲『シャーリプトラ・プラカラナ』）
- Bruchstücke buddhistischer Dramen. Berlin: Georg Reimer. (1911)（仏教戯曲残巻）
- Philologica Indica. Göttingen: Vandenhoeck & Ruprecht. (1940)（論文集）
- Bhārhut und die buddhistische Literatur. Leipzig: Deutsche Morgenlandische Gesellschaft. (1941)

第一次世界大戦中にはインド人捕虜の言語を研究し、音声を蝋管に記録した。
原始仏教の言語に関する著書は没後の1954年に出版された。釈迦は古アルダマーガディー語を使っていたとし、現存するパーリ語やサンスクリットの仏典の中にもその残滓が見られると主張した。
- Ernst Waldschmidt, ed (1954). Beobachtungen über die Sprache des buddhistischen Urkanons. Berlin: Akademie-Verlag

他にも数多くの書物が没後に出版された。
- Ludwig Alsdorf, ed (1951). Varuṇa. 1. Göttingen: Vandenhoeck & Ruprecht 巻2(1959)
- Klaus Ludwig Janert, ed (1961). Mathura Inscriptions; unpublished papers. Göttingen: Vandenhoeck & Ruprecht
- Ernst Waldschmidt; Madhukar Anant Mehendale; Archaeological Survey of India, ed (1963). Bhārhut inscriptions. Ootacamund: Government Epigraphist for India
- Oskar von Hinüber, ed (1973). Kleine Schriften. Wiesbaden: F. Steiner